# پارک ملی چوبه
پارک ملی چوبه اولین پارک ملی بوتسوانا و همچنین از نظر زیست‌شناختی متنوع‌ترین پارک آن کشور است. این پارک در شمال کشور قرار گرفته و سومین پارک بزرگ بوتسوانا؛ و یکی از بزرگ‌ترین مراکز قارهٔ آفریقا برای شکار حیوانات و خوردن گوشت‌شان یا استفاده از آن‌ها در ورزش است.
این پارک به دلیل داشتن جمعیتی از شیرها که فیل‌های آفریقایی جوان یا مسن و حتی گاهی پیر را شکار می‌کنند، مورد توجه قرار دارد.

## جغرافی و اکوسیستم
پارک را می‌توان به ۴ منطقه تقسیم کرد که هر کدام به یک اکوسیستم متمایز مربوط می‌شود:
- منطقه سروندلا (یا کناررودخانه) در منتهی شمال شرقی پارک واقع است، ویژگی‌های اصلی جغرافیایی آن وجود دشت‌های پرآب و جنگل‌های متراکم چوب ماهون ،ساج و دیگر چوب‌های جنگلی بادوام است که در حال حاضر تحت تأثیر فیل‌ها به میزان زیادی کاهش یافته‌است. رودخانه چوبه، که در امتداد مرز شمال شرقی پارک جریان دارد، و برای گله‌های بزرگ فیل‌ها، و همچنین حیواناتی از تیرهٔ زرافه، سمور و گاومیش آفریقایی، به‌ویژه در فصل خشک (ماه مه تا اکتبر) محل عمده آبیاری است. دشت‌های پرآب این پارک تنها مکانی در بوتسوانا است که در آن می‌توان بزگوزن پوکا را دید. پرنده‌ها هم در این پارک وجود دارند. تعداد زیادی از زنبورخوار کارمین جنوبی در فصل مناسب در این مکان دیده شده‌اند. در زمان سیلاب‌ها کفچه‌نوک‌ها، اکراس‌ها، گونه‌های مختلفی از لک‌لک‌ها، مرغابی‌ها و دیگر غازسانان در منطقه ازدحام می‌کنند. بیشتر به علت نزدیکی به آبشار ویکتوریا، احتمالاً این زمانی است که بیشترین تعداد بازدیدکننده به پارک چوبه می‌آیند. شهر کاسان که در بخشی که رود جریان دارد واقع شده‌است، مهم‌ترین شهر منطقه است و به عنوان ورودی شمالی به پارک عمل می‌کند.
- منطقه ساوتوی مارش، به بزرگی ۱۰٬۸۷۸ کیلومتر مربع است، بخش غربی پارک (۵۰ کیلومتر از شمال دروازه مابیب) را تشکیل می‌دهد. ساوتوی مارش، باقیماندهٔ یک دریاچهٔ بزرگ داخل پارک است که جریان آب آن مدت‌ها پیش توسط حرکات زمین‌ساختی قطع شده‌است. امروزه مرداب از جریان نامنظم کانال ساوتوی تغذیه می‌شود، آب کانال، در نتیجهٔ فعالیت زمین‌ساختی در منطقه، برای دوره‌های طولانی خشک می‌شود و پس از آن دوباره به‌طور نادری جریان می‌یابد. در حال حاضر آب دوباره جریان یافته و از تاریخ ۱۹۸۲ برای اولین بار در ژانویه ۲۰۱۰ به ساوتوی مارش رسید. در نتیجهٔ این جریان متغیر آب، صدها درخت مرده در طول کنار کانال وجود دارد. این منطقه همچنین با گرم‌دشت‌های وسیع و چمنزارهای نازک پوشانده شده‌است که باعث می‌شود حیات‌وحش به‌ویژه در این بخش از پارک پویا باشد. در فصل خشک جهانگردان به سافاری برای دیدن کرگدن، گراز زگیل‌دار، کودو، ایمپالا، گورخر، کل یالدار و گله فیل‌های بیشه آفریقایی می‌روند. در فصل مرطوب، تعداد غنی پرندگان، ۴۵۰ گونه در تمام پارک، به خوبی دیده می‌شوند. تعداد زیاد شیرها ،کفتارها، گورخرها و بیشتر به ندرت یوزپلنگ‌ها به خوبی دیده می‌شود. این منطقه به خاطر مهاجرت سالیانه گورخرها و درندگان مشهور است.
- منطقه لینیانتی مارش، در گوشه شمال‌غربی پارک و شمال بخش ساوتوی، و مجاورت رودخانه لینیانتی واقع است. در غرب این منطقه سلیندا رزرو و در ساحل شمالی رودخانه پارک ملی ناکاسا روپارای نامیبیا قرار دارد. در اطراف این دو رودخانه، جنگل‌های رودخانه‌ای، جنگل‌های باتلاقی مثل کولاب وجود دارند و بقیه منطقه به‌طور عمده از دشت‌های پرآب تشکیل شده‌است. تعداد زیادی شیر ،پلنگ آفریقایی، سگ وحشی آفریقایی، شاخ‌بلند ابرش، شاخ‌بلند شبدیز، یک اسب آبی و گله‌ای از فیل‌های بیشه آفریقایی وجود دارند. کل سرخ کمیاب ،کل مرداب و تمساح نیل هم در این منطقه وجود دارد. تنوع پرندگان غنی است.
- بین لینیانتی و ساوتوی مارش منطقه گرم و خشک هینترلند (زمین پشت‌ساحل) قرار دارد، که عمدتاً توسط جنگل‌های علفی ناگاتسا اشغال شده‌است. این منطقه کمتر شناخته شده‌است و مکان خوبی برای دیدن گاو کوهی است.

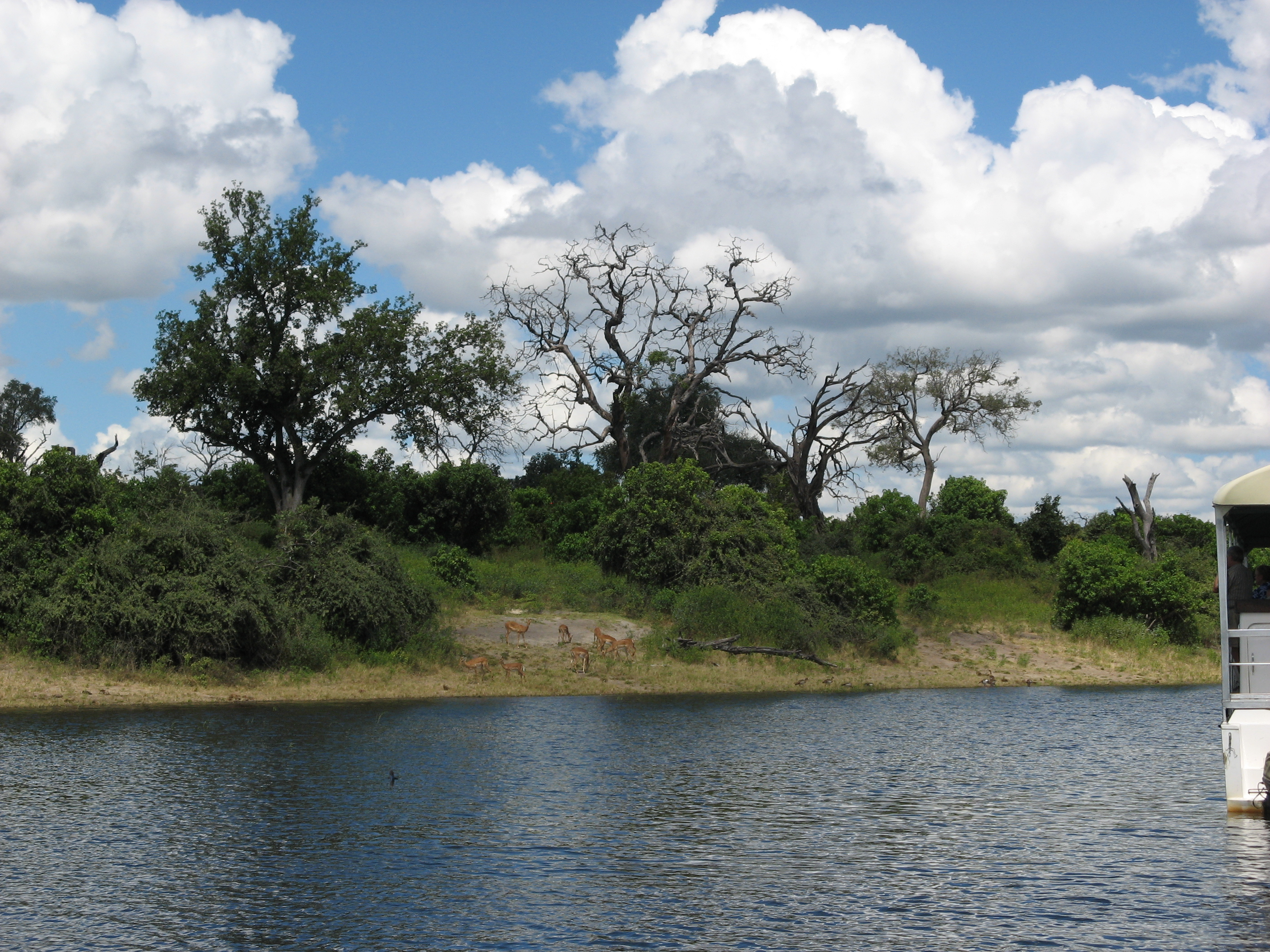
کناررودخانه پارک ملی چوبه
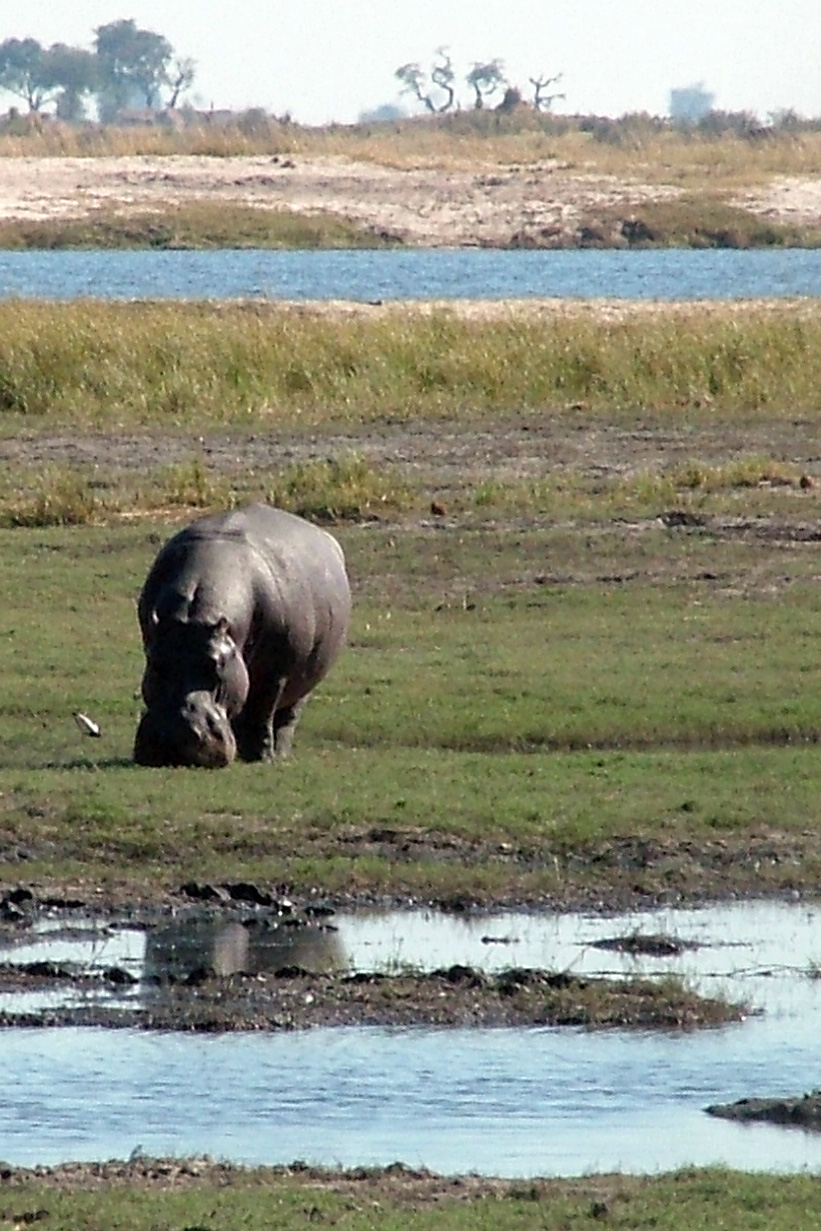
اسب آبی
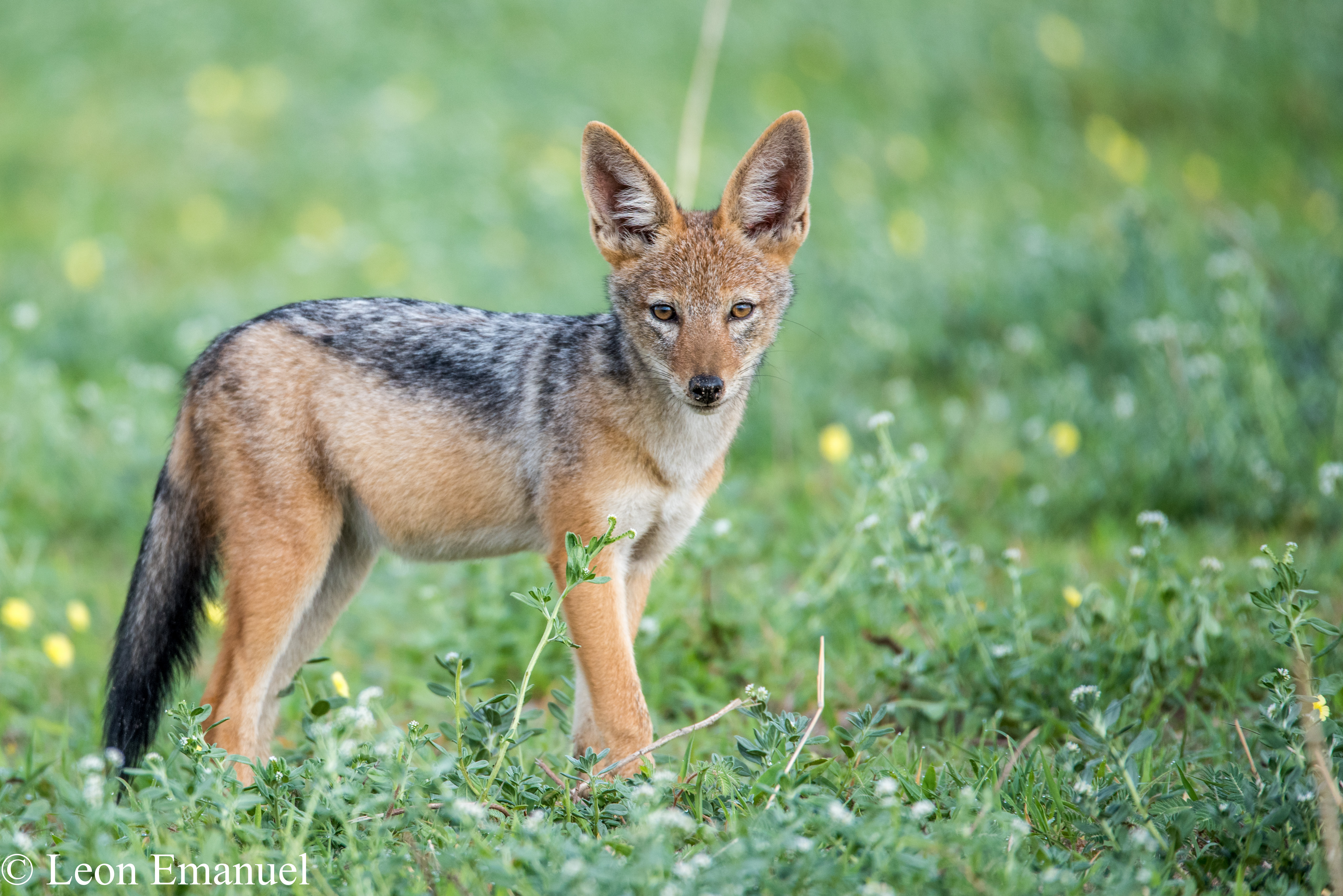
توله شغال
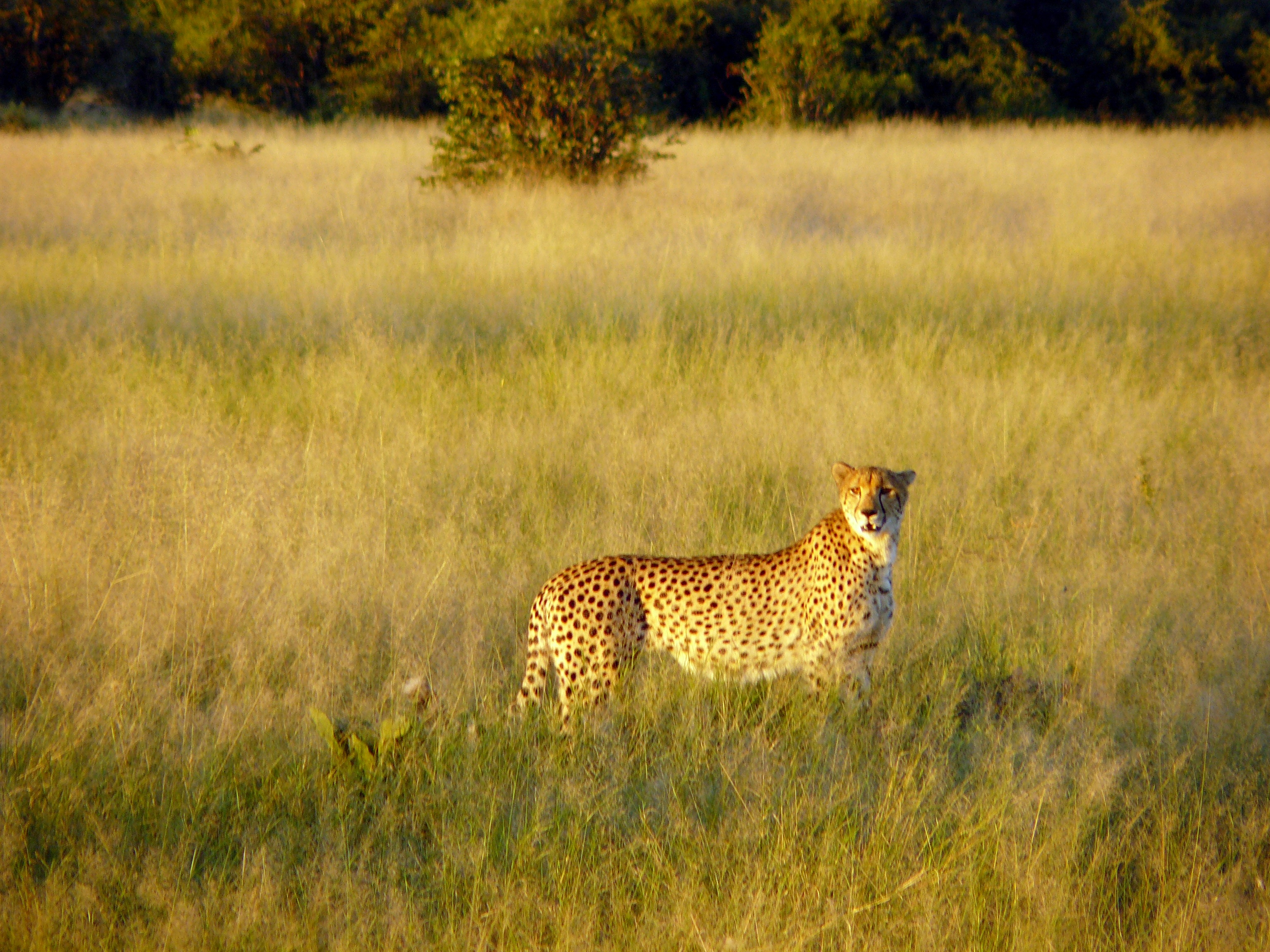
چیتای جنوب آفریقا
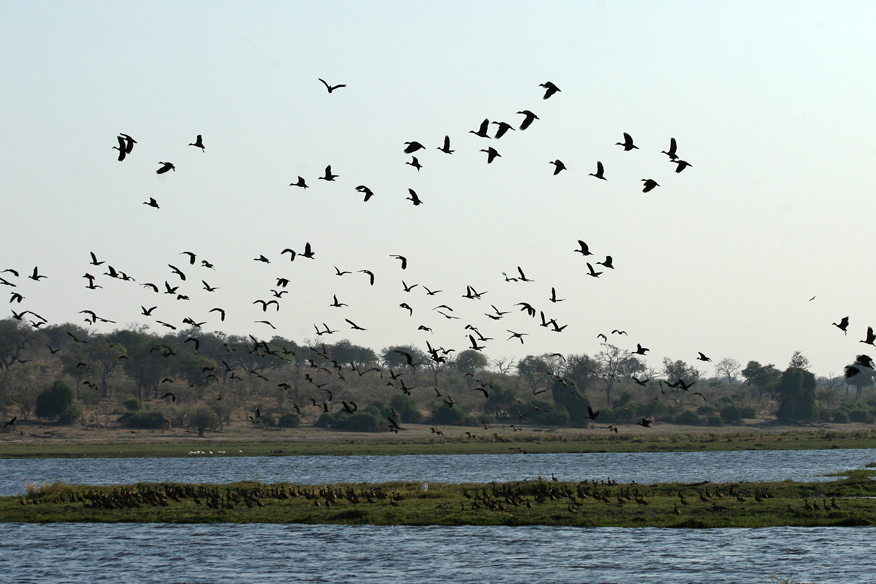
پرندگان در پارک ملی چوبه
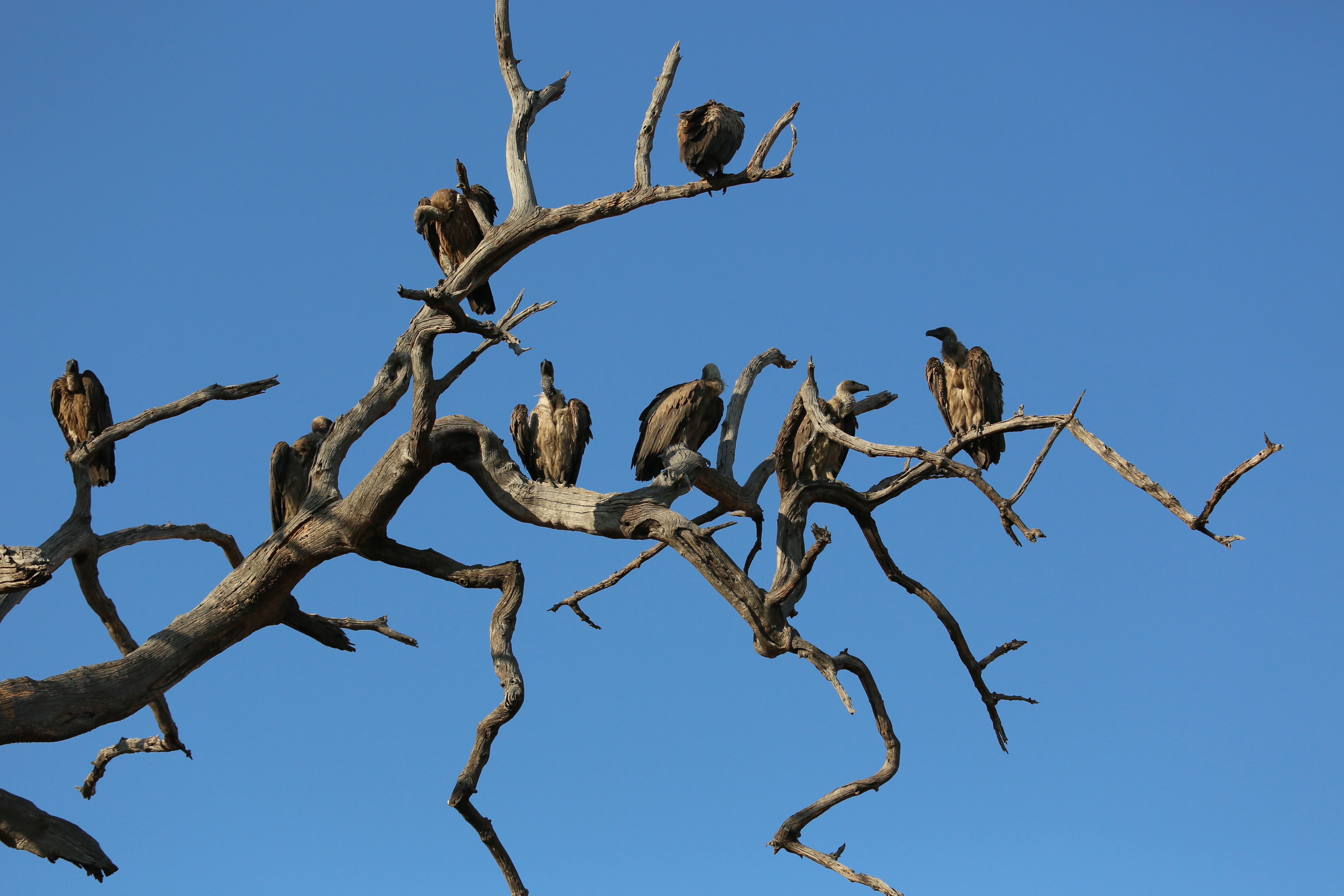
پرندگان در پارک ملی چوبه
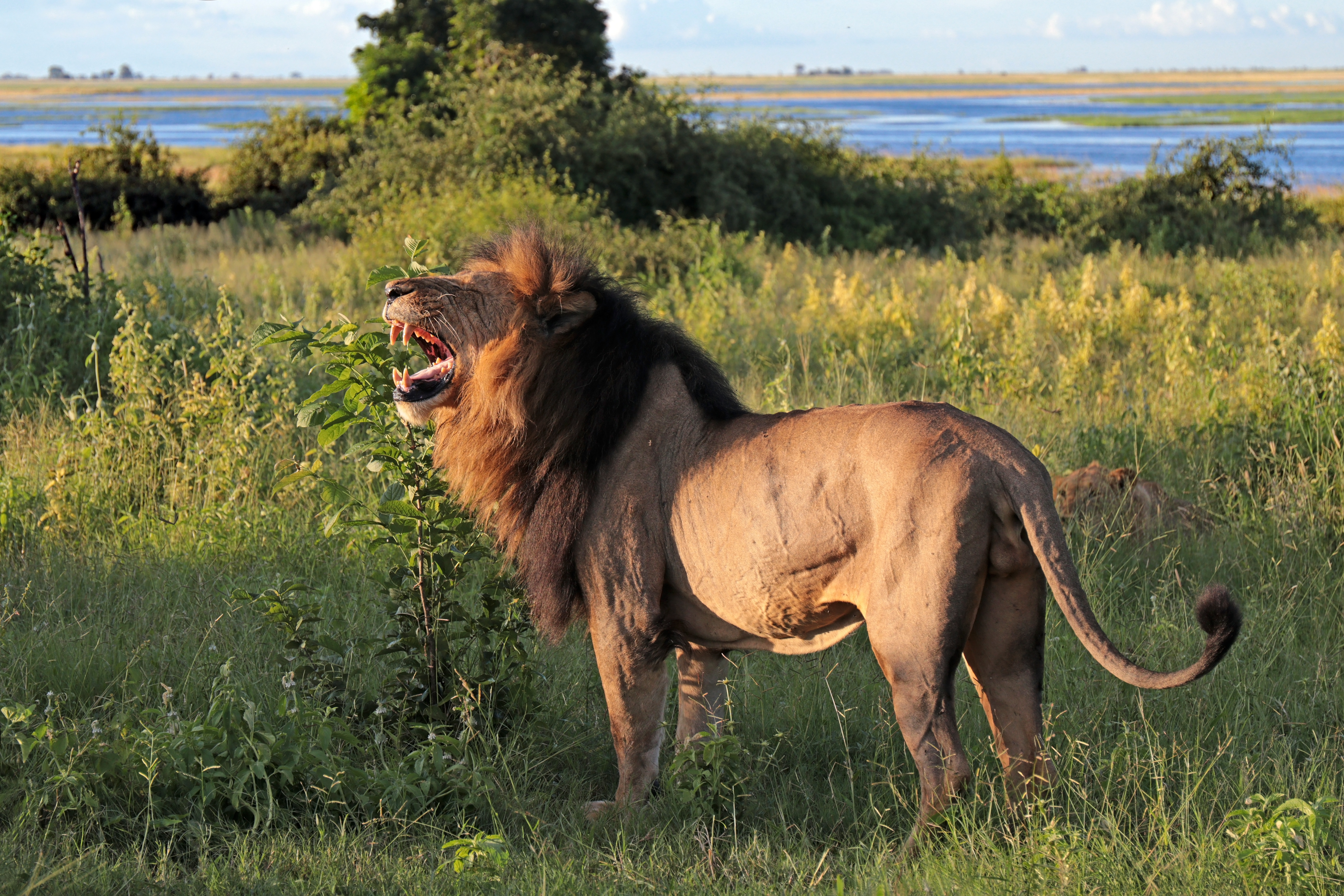
یک شیر نر آفریقایی در پارک ملی چوبه
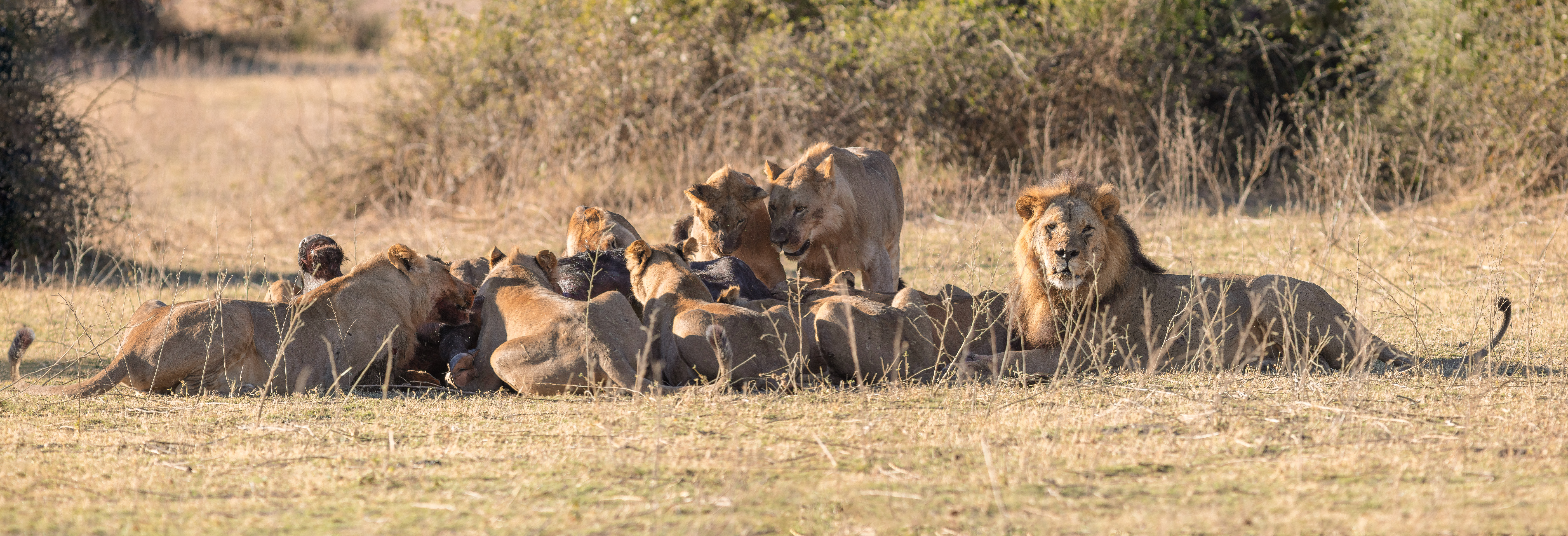
سراسرنمایی از گلهٔ شیرها حین دریدن لاشهٔ یک گاومیش آفریقایی که در پارک ملی چوبه در بوتسوانا شکار کرده‌اند.

## تراکم فیل

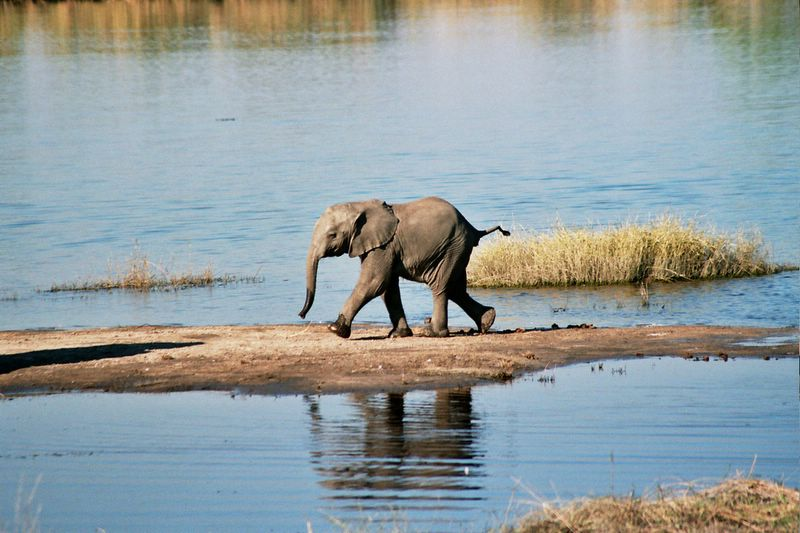
یک بچه‌فیل بیشه آفریقایی در کنار رودخانه چوبه

این پارک به‌طور گسترده‌ای به خاطر جمعیت زیاد فیل‌های آن، تقریباً حدود ۵۰٬۰۰۰، شناخته شده‌است. فیل‌هایی که در این پارک زندگی می‌کنند فیل‌های کالاهاری، بزرگ‌ترین فیل‌ها از نظر اندازه در بین تمام فیل‌های شناخته شده، هستند. آنها به واسطه عاج‌های نسبتاً شکننده و کوتاه، شاید به دلیل کمبود کلسیم در خاک، شناخته می‌شوند. آسیب‌های ناشی از تعداد زیاد فیل‌ها در بعضی مناطق زیاد است. در حقیقت تراکم فیل‌ها در چوبه چنان بالا است، که تصمیم گرفته شده‌است تعدادی از آن‌ها کشته شوند، اما این کاری بسیار بحث‌برانگیز است و تاکنون رد شده‌است. در فصل خشک، این فیل‌ها به‌طور موقت در رودخانه چوبه و مناطق رودخانه لینیانتی ساکن می‌شوند. در فصل مرطوب، در مهاجرتی ۲۰۰ کیلومتری به قسمت جنوب‌شرقی پارک می‌روند. منطقه توزیع آنها از پارک گسترده‌تر شده و به شمال‌غربی زیمبابوه گسترش می‌رسد.

## جاده‌ها
شرایط جاده در پارک ملی چوبه به میزان زیادی به فصل و بارندگی بستگی دارد و فرد برای سفر در پارک نیازمند یک وسیله نقلیه 4x4 است. در ماه‌های خشک، به‌ویژه با افزایش دما، شن ضخیم کنار رودخانه چوبه مشکل‌ساز می‌شود، و در طول فصل مرطوب جادهٔ نزدیک رودخانه گلی می‌شود.

### ساوتوی
جاده‌های ساوتوی، عمدتاً جاده غربی سندریج از دروازهٔ مابیب و هر دو جادهٔ شمال و جنوب کانال ساوتوی معمولاً از ماسه ضخیم پوشیده شده‌است و نیاز به مهارت در رانندگی دارد. هنگامی که باران باریده‌است، رانندگی در امتداد جاده‌های باتلاقی، به دلیل غیرقابل استفاده شدن خاک پنبه‌مانند سیاه و مرطوب، خطرناک است و امکان گیر کردن وجود دارد.

### ناگاتسا
جاده‌های ناگاتسا طی ماه‌های مرطوب در آب غرق می‌شوند و در این زمان د ر شبکه جاده‌ای بسیار کم می‌توان رانندگی کرد. طی ماه‌های خشک، رانندگی در بین کپه‌های کوچک و ضخیم شنی و رفتن از یک کپه به کپهٔ دیگر مانند یک بازی می‌ماند. پس از خروج از جاده قیری کاسان، مردم پیش از رسیدن به جاده شنی، ۲۰ کیلومتر اول را، باید روی شن و ماسهٔ ضخیم رانندگی کنند.